# Кинкажу
Кинкажу (Potos flavus) е вид хищник от семейство Енотови (Procyonidae). Видът не е застрашен от изчезване.

## Разпространение и местообитание
Разпространен е в Белиз, Боливия, Бразилия, Венецуела, Гватемала, Гвиана, Еквадор, Колумбия, Коста Рика, Мексико, Никарагуа, Панама, Перу, Салвадор, Суринам, Френска Гвиана и Хондурас.
Обитава гористи местности, савани, крайбрежия и плажове в райони с тропически климат, при средна месечна температура около 24,2 градуса.

## Описание
На дължина достигат до 51 cm, а теглото им е около 2,4 kg. Имат телесна температура около 36,1 °C.
Продължителността им на живот е около 29 години. Популацията на вида е намаляваща.